# Чайний пакетик
Чайний пакетик — невелика паперова торбинка (мішечок) зі спеціального фільтрувального паперу, яка містить чайний матеріал для швидкого заварювання в окропі або гарячій воді одразу у споживній ємності (чашці, склянці тощо). У пакетику чайного матеріалу міститься, як правило, для одноразової заварки.
Пакетується чай різних сортів. Особливо поширеним є пакетування чаю нижчих сортів.
Пакетики існують різних видів. За конструкцією найбільш поширеними є однокамерні, двокамерні та пакетики-пірамідки. Однокамерні є як з ниткою, так і без нитки. Двокамерні пакетики та пакетики-пірамідки, як правило, мають нитку для безпечного та естетичного вилучення їх із посудини з гарячим напоєм. Нитка до основи пакетика кріпиться як металевою скобою, так і клеєм. На кінець нитки зазвичай кріпиться фірмова етикетка виробника або торгової марки.
Найпоширенішим матеріалом для виробництва чайних пакетиків є білий фільтрувальний папір із первинної целюлози. Окремі виробники для виробництва чайних пакетиків використовують нейлон. Однак в ряді країн світу споживання чаю в таких ємностях обмежується через тривалий період розкладання нейлону. Із нейлону та інших синтетичних матеріалів виготовляють також пакетики-стіки для миттєвого заварювання.

## Галерея

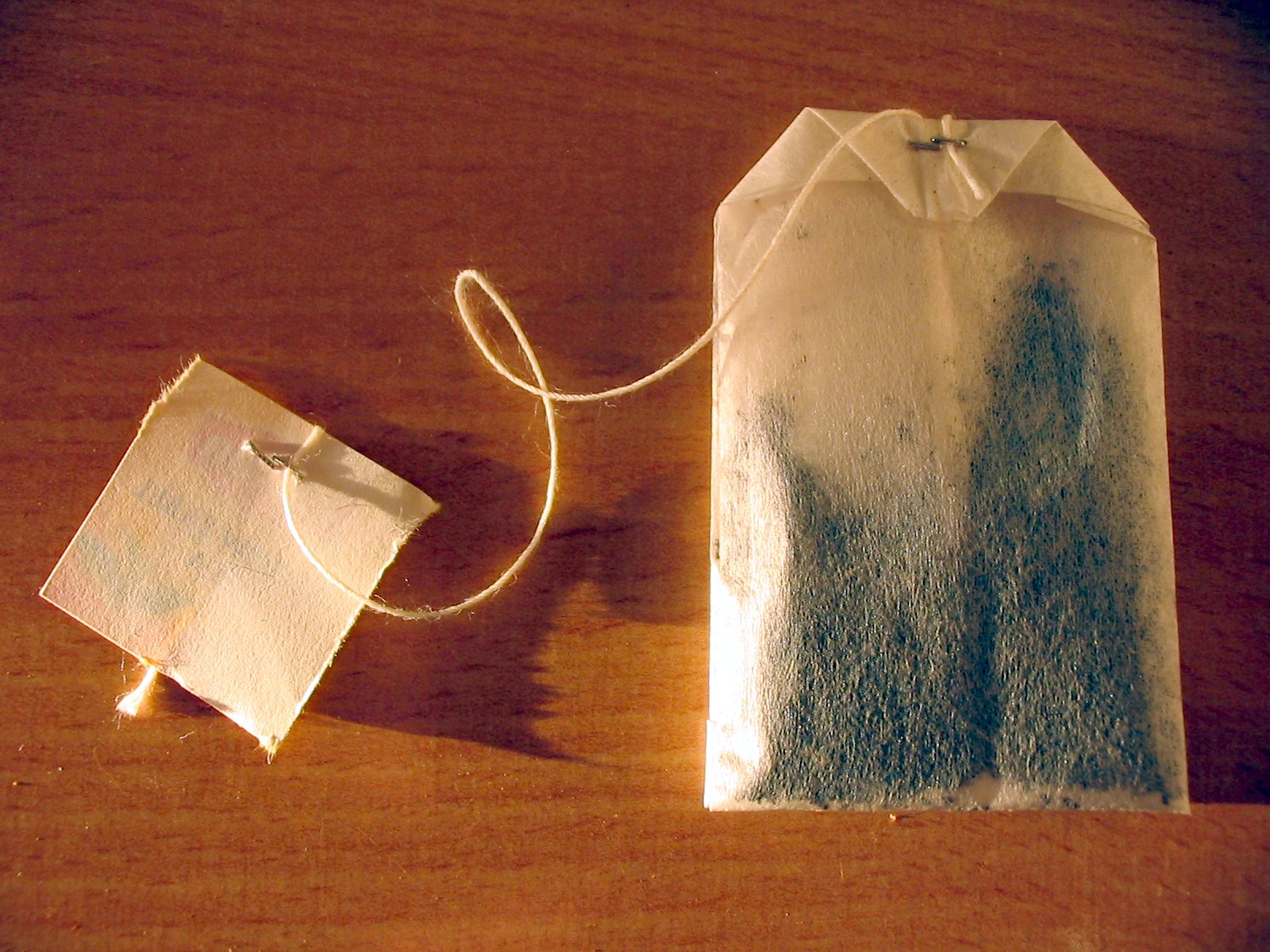
Звичайний чайний пакетик
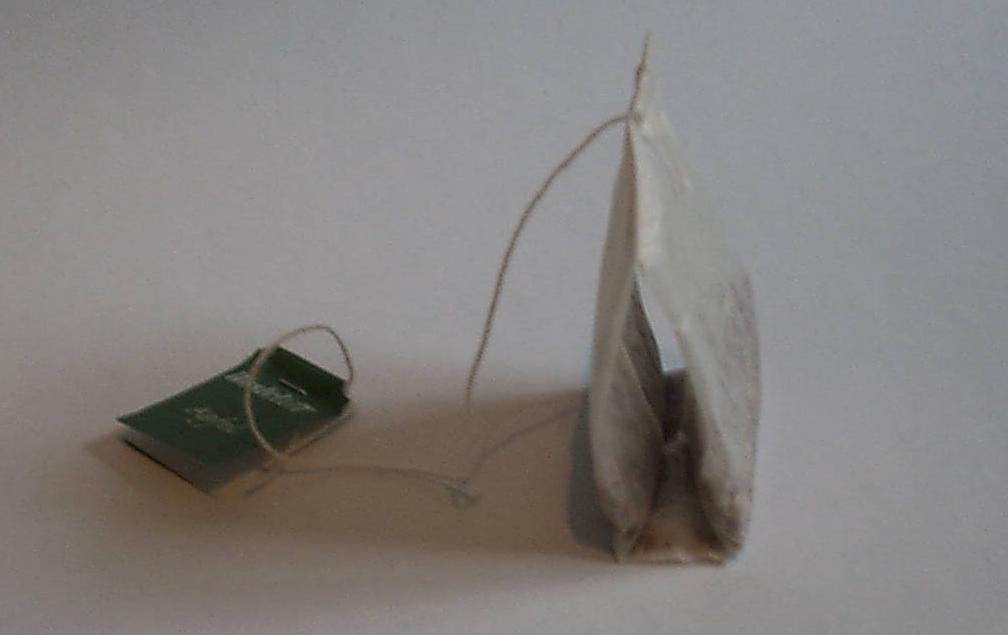
Двокамерний чайний пакетик
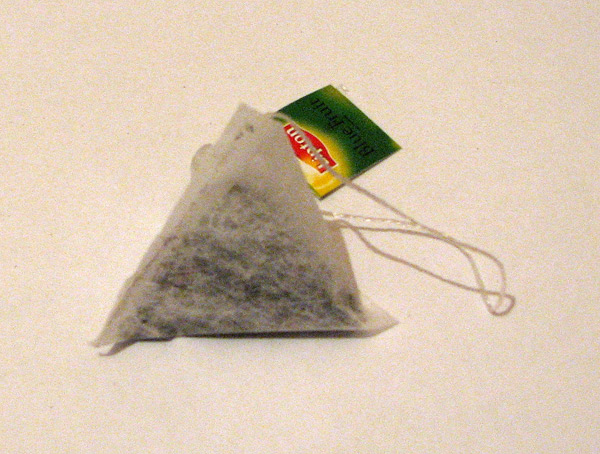
Чайний пакетик у вигляді пірамідки